# Tobarra
Tobarra és un municipi de la província d'Albacete limitant amb la Regió de Múrcia (a la qual pertanyia no fa més de 30 anys). Comprèn les pedanies de Cordovilla, Santiago de Mora, Aljubé, Sierra, Mora de Santa Quiteria i Los Mardos o Villegas.
És una localitat que té l'apel·latiu de vila en els seus estatuts des de fa segles. Pel que fa a la seva situació geogràfica, Tobarra es  troba a uns 50 quilòmetres de la capital provincial, a uns 100 de Múrcia ciutat i a uns 300 de Madrid.

## Economia
La majoria de la població treballa en el sector serveis o en el sector primari. Aquest últim ha estat un reclam per a la població immigrant (sud-americans i marroquins, principalment) que s'ha acabat establint al poble rejovenint la població i impulsant l'economia del poble.

## Història
Es tracta d'un poble que fonamenta les seves arrels en els pobles ibers (una teoria bastant admesa quedant reflectida en la Necròpolis de Santa Ana i les restes arqueològiques d'Alborajico), amb les posteriors invasions romanes (turbula > tobarra) i la definitiva invasió musulmana (aquest nucli pertanyia al califat de Córdova). Però cap a l'època de Ferran III de Castella va ser reconquistada pels cristians i donada a la població d'Alcaraz. Fins que l'any 1269 es va consolidar com a Vila independent d'Alcaraz.

## Alcaldes de Tobarra
- Règim de Franco.
  - 1970-1971 Narciso Senosiaín Idiazábal
  - 1971-1979 Rafael García Sarrías
- Democràcia.
  - 1979-1983 Vicente Merino Gómez (Independent).
  - 1983-1987 Miguel Guerrero Perona (PSOE).
  - 1987-1990 Francisco Peña Gómez (AP/PP).
  - 1990-1991 Evaristo Navarro Córcoles (PSOE).
  - 1991-1995 Evaristo Navarro Córcoles (PSOE).
  - 1995-1999 José Eduardo Martínez Izquierdo (PSOE).
  - 1999-2003 José Eduardo Martínez Izquierdo (PSOE).
  - 2003-2004 José Eduardo Martínez Izquierdo (PSOE).
  - 2004-2007 David Díez Izquierdo (PP).
  - 2007-... Manuel Valcárcel Iniesta (PSOE).

## Costums
Tradicionalment es coneix aquesta població per dos motius. El primer és per la qualitat dels seus productes agrícoles, sobretot per l'albercoc reconegut amb denominació d'origen la varietat (moniquí). El segon motiu és la seva Setmana Santa i la seva tradició timbalera. La Setmana Santa aplega més de cinquanta mil persones a la localitat (sobretot en divendres sant). És tanta la repercussió que darrerament ha estat declarada festivitat d'interès turístic nacional. Però aquesta Setmana no seria el mateix sense el repicar dels timbalers durant les 104 hores que està permès. Tot el poble surt al carrer a tocar el timbal com a símbol d'identitat d'aquesta vila.